# Godala
Godala so glasbeni instrumenti, s katerimi ustvarjamo zvok tako, da nanje godemo z lokom, ki napete strune spravlja v nihanje oziroma v vibracijo. Ker strune s pomočjo trupa ustvarjajo zvok, spadajo godala v skupino kordofonih (corda = struna) glasbenih instrumentov. Poleg igranja z lokom lahko na njih tudi brenkamo (izvajalska tehnika pizzicato), v skladbah 20. stoletja po njih tudi tolčemo z roko.
V Evropo so godala prišla s Srednjega vzhoda v 10. stoletju. Eno najstarejših glasbil, na katero so igrali z lokom je bil rebek. Skupino godal v tujih jezikih večkrat dvoumno tolmačijo, ker je ne imenujejo po načinu izvajanja (npr. angleško: strings, kar obsega vse strunske instrumente), neglede na to pa za isti izraz v orkesterski glasbi velja, da v to skupino ne prištevajo brenkal, klavirja, itd.
Na godala lahko igramo tudi s prsti; temu se reče pizzicato. Nihanje strune proizvaja zvok.

## Vrste modernih godal
- violina
- viola
- violončelo
- kontrabas

### Predniki današnjih godalnih instrumentov
- rebek - predhodnica viole in violine
- srednjeveške gosli
- viela (vielle)
- nožna viola (viola da gamba) - predhodnica violončela in posledično, kontrabasa
  - viola bastarda
  - ljubezenska viola (viola d'amore ali english violet)
  - violetta piccola
  - violone
- ročna viola (viola da braccio) - predhodnica violine
- ročna lira (lira da braccio) - predhodnica viole
  - sopranska viola (diskantna viola)
  - mala viola
  - viola da spalla
- žepna violina (pochette)

### Ljudska godala
- gusle
- fidel
- rebab
- bunkula
- nyckelharp
- sarangi

### Posebne vrste godal
- violinofon (Stroh-ova violina)
- monokord Morska trobenta (Tromba Marina)

## Sestavni deli godal

### Resonančni trup (zunanji deli)
- pokrov - izbočeno izrezana oz. izdolbljena tanka smrekova deska z dvema odprtinama v obliki črke f (zvočnica je na kitari, godala imajo f-odprtini)
- f-odprtina (tudi zvočnica) - odprtina, ki omogoča prenos nihanja zraka iz trupa; odprtina, skozi katero postavimo dušo v godalni instrument
- obod (tudi stranice) - 6 tankih javorjevih deščic, ki so na stičnih mestih podložene s krclji
- dno - na nasprotni strani kot pokrov; sestavljeno iz ene ali dveh izbočeno izrezanih javorjevih desk. Najtanjše je na robovih in najdebelejše na sredini.
- vložki, žile, intarzije - so intarzijske večslojne plasti temno-svetlo-temnega lesa, ki potekajo ob robu pokrova in dna
- gumb - nanj je z debelo črevesno struno  plastično ali kovinsko vezjo pritrjen strunik
- strunik - držalo za strune, ki od tod potekajo preko kobilice, ubiralke in zgornjega sedla do vijakov, okoli katerih so navite
- noga - kovinska ali plastična palica, ki služi kot naslon na tla med igro na violončelo (daljša) in na kontrabas (kratka)
- kobilica (tudi mostiček, italijansko ponticello) - je javorjeva deščica z majhnimi zarezami, ki kot dvonožen nastavek stoji na pokrovu, čezenj pa so speljane strune. Kobilica, ki je hkrati sedlo, prenaša tresljaje strun na pokrov in dno in s tem v okoliški zrak. (glej tudi sul ponticello)
- ubiralka - tudi del vratu godalnih instrumentov, narejena iz ebenovine ; nad u. potekajo strune, ki jih glasbenik pritiska na u. (ubira prste) in s tem strune zvenijo v različnih tonskih višinah.
- podbradnik - naslon za brado izvajalca pri violini ali violi

### Notranje opore trupa
(sestavljene so iz mehkega , smrekovega ali vrbovega lesa):
- krclji - iz deščic napravljene notranje opore, s katerimi so podloženi ogli trupa.
  - zgornji krcelj - na mestu zgornjega stika levega in desnega oboda pod vratom instrumenta
  - spodnji krcelj - na spodnjem koncu trupa, kjer je pri violončelu in kontrabasu noga, pri violini in violi pa gumb.
  - vogalni krcelj - notranja podpora vogalov
- rebro, basovo rebro - znotraj na pokrov prilepljena smrekova deščica, ki poteka pod levo nogo kobilice vzporedno z ubiralko
- duša - neprilepljena okrogla paličica ob desni nogi kobilice, ki tonsko veže pokrov z dnom

### Glava (zgornji del trupa)
- polž - okrasni del glave, skrbnost njegove izdelave večinoma nakazuje na vrednost (pri starih in novih instrumentih)
- vijačnica - na vsaki strani ima konično izvrtane odprtine za vijake
- vijaki ali ključi - na katerih so navite strune; narejeni so iz primerno trdega lesa, pri velikih kontrabasih pa so namesto lesenih vijakov posebni kovinski zobati mehanizmi, ki omogočajo lažje napenjanje strun; vijake uporabljamo za uglasitev strun (instrumenta)

### Godalni lok
Sestavni deli godalnega loka so:
- palica - z gretjem umetno rahlo upognjena, večinoma iz brazilskega lesa, imenovanega pernambuk; tudi iz armirane plastike, karbona ...
- žima - dlaka konjskega repa, najbolj primerna mongolska
- žabica - naprava (iz ebenovine ali mamutovine ali želvovine ali iz plastike) za napenjanje loka, to je napenjanje žime; z napenjanjem žime spreminjamo tehnične lastnosti loka

### Dodatna oprema godal
- štimer ali vijak za 'fino' uglaševanje, nameščamo ga na strunik, da si pomagamo pri uglaševanju
- dušilec ali sordino, v obliki trinožnega ebenovinastega ali kovinskega nastavka, ki lahko oprime kobilico. Dušilec pri godalih ima enak namen kot dušilci pri drugih instrumentih; dosežemo tišje in bolj odmaknjene (temnejše) tone, ker oviramo prosto nihanje strun in s tem zmanjšujemo nihajno amplitudo.
- kolofonija - smola, s katero mažemo (natremo) drobne luskice na žimi, da je trenje med žimo in strunami večje; strune na ta način spravimo v nihanje (petje)

## Najbolj znani izdelovalci godal
(Izdelovalci violin, viol, violončel, kontrabasov in godalnih lokov)
Avstrija
- Jacob Stainer
- David Tecchler
- Leopold Widhalm

Francija
- Gustave Bernadel
- Charles Collin-Mezin mlajši
- Charles Jean Baptiste Collin-Mezin
- Nicolas Lupot
- Etienne Vatelot
- Jean Baptiste Vuillaume z družino

Italija
- Družina Amati
- Družina Bergonzi
- Gasparo Da Salo'
- Desiderio Quercetani
- Nicolò Gagliano
- Matteo Goffriller
- Giovanni Battista Guadagnini
- Giuseppe Guarneri del Gesu'
- Družina Guarneri
- Giovanni Paolo Maggini
- Stefano Scarampella
- Antonio Stradivari
- Domenico Montagnana
- Carlo Giuseppe Testore

Madžarska
- Otto Erdesz

Nemčija
- Družina Klotz
- Karl Hermann (Andreas Morelli)

Slovenija
- Vilim Demšar
- Blaž Demšar
- Ivan Milič
- Ante Horvat

Švica
- Johannes Finkel (godalni loki)

ZDA
- Scott Cao
- Brian Skarstad